# Serapicamptis correvonii
Serapicamptis correvonii är en orkidéart som först beskrevs av E.G.Camus och Aimée Antoinette Camus, och fick sitt nu gällande namn av Julian Mark Hugh Shaw. Serapicamptis correvonii ingår i släktet Serapicamptis och familjen orkidéer. Inga underarter finns listade i Catalogue of Life.